# Ponts (Manche)
Ponts is een gemeente in het Franse departement Manche (regio Normandië) en telt 443 inwoners (1999). De plaats maakt deel uit van het arrondissement Avranches.

## Geografie
De oppervlakte van Ponts bedraagt 6,7 km², de bevolkingsdichtheid is 66,1 inwoners per km².
De onderstaande kaart toont de ligging van Ponts (Manche) met de belangrijkste infrastructuur en aangrenzende gemeenten.

## Demografie
Onderstaande figuur toont het verloop van het inwonertal (bron: INSEE-tellingen).

1. ↑  Populations de référence 2022.